# Genius (網站)
Genius（前稱Rap Genius）是一家北美数字媒体公司，於2009年8月由湯姆·雷曼、伊兰·泽科里和马胡德·莫哈代姆建立。該網站允許使用者對歌曲歌词、新闻故事、诗歌和文件等提供注釋和解释。
最初，該公司僅以“Rap Genius”為名專注於嘻哈音樂。但之後，公司吸引了許多名人的注意和支持，獲得的风险投资讓公司規模成長了起來。2014年，網站擴增，並開始收錄其它類型的傳播內容，如流行歌曲、节奏布鲁斯歌曲和文學作品等。同年，公司發佈了iPhone應用程式。2014年7月，網站更名為“Genius”。次年8月，公司發佈了Android應用程式。

## 外部連結
- 官方网站